# 中華民國鐵道文化協會
中華民國鐵道文化協會（簡稱鐵協），為台灣經中華民國內政部正式立案的非政府／非營利鐵道研究團體，1995年10月22日於台北市成立。

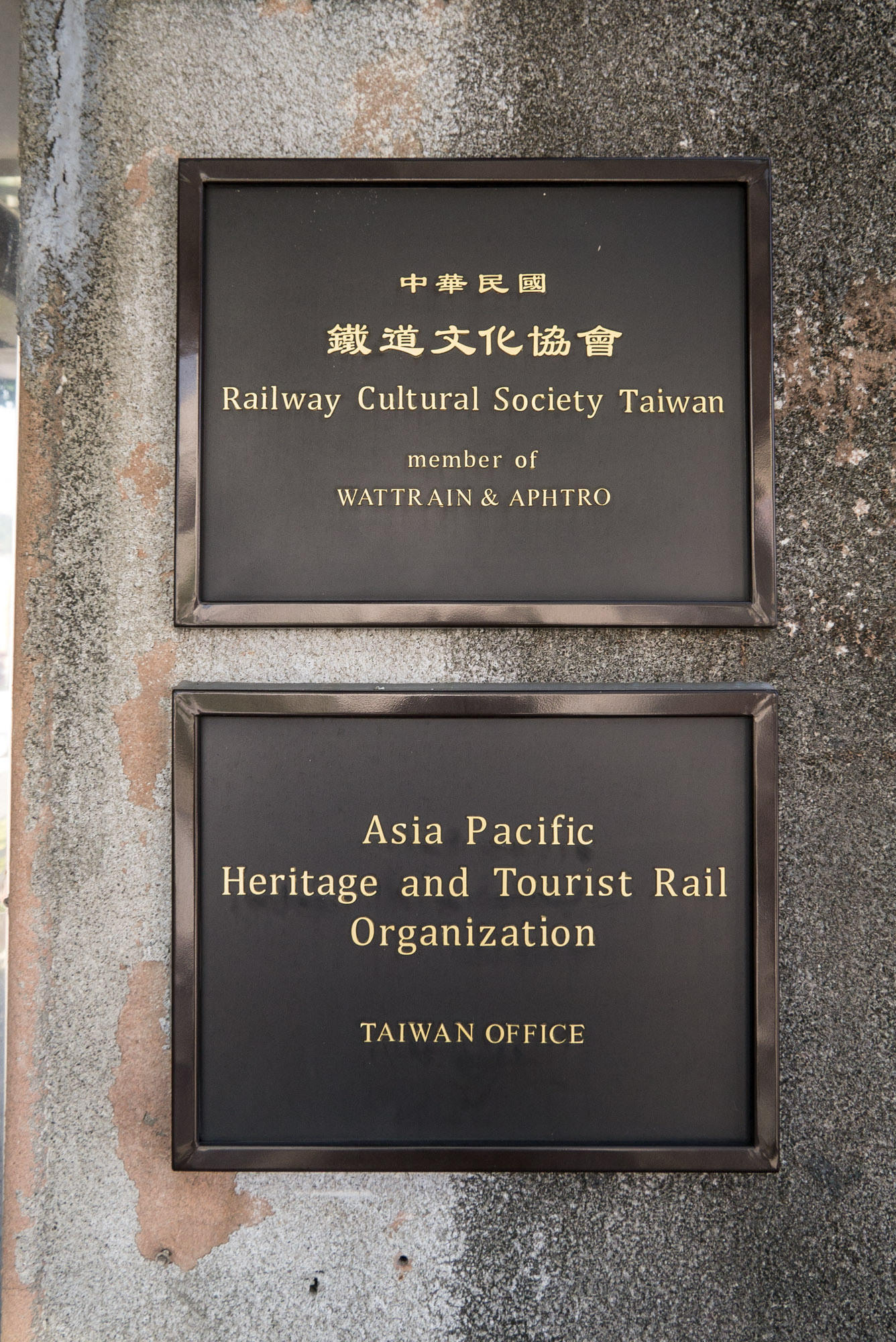
中華民國鐵道文化協會總部銘板

## 沿革
1988年6月9日（鐵路節），一群國立交通大學鐵道迷於校內成立了國立交通大學鐵道研究會，為台灣歷史悠久以鐵道研究為主的學生社團，並開放非交大學生的鐵道迷參加。數年後，成員們從單純的喜好鐵道，逐漸提升層次為鐵道文化的保存與進步，因此在1995年向內政部登記為人民團體，並於1996年10月22日完成立案（內政部立案字號：台內社字第8435746號）。現為WATTRAIN（World Association of Tourist Trams and Trains）以及APHTRO（Asia Pacific Heritage and Tourist Rail Organisation）國家會員。2021年8月登記為社團法人，在臺中市北屯區。

## 組織成員
| 屆期  | 時期                           | 會長   | 副會長 | 常務理事                        | 理事                                                                            | 常務監事        | 監事                            | 鐵道情報 總編輯        | 舊打狗驛故事館 館長    |
| ----- | ------------------------------ | ------ | ------ | ------------------------------- | ------------------------------------------------------------------------------- | --------------- | ------------------------------- | ---------------------- | ---------------------- |
| 第1屆 | 1995年10月22日～ 1998年11月1日 | 任恆毅 |        | 朱聖隆、鄭銘彰、 賴德湘、謝明勳 | 何明成、杜怡和、林信宏、邱國煌、洪致文、 張定祺、許乃懿、童振疆、楊永蔚、蔡宜儒 | 吳良軍          | 古仁榮、施衣峰、 曾秀忠、楊鎮榮 | 賴德湘                 | -                      |
| 第2屆 | 1998年11月1日～ 2001年11月17日 | 吳易翰 |        | 朱聖隆、許乃懿、 鄭銘彰、賴德湘 | 杜怡和、林信宏、馬昌宏、張定祺、 許青雲、曾秀忠、童振疆、楊鎮榮、蘇敦正         | 林谷峻          | 邱國煌、蔡宜儒、 謝明勳、蘇昭旭 | 謝明勳                 | -                      |
| 第3屆 | 2001年11月17日～ 2004年11月6日 | 許乃懿 |        | 朱聖隆、吳易翰、 鄭銘彰、謝明勳 | 吳良軍、杜怡和、林信宏、馬昌宏、 曾秀忠、童振疆、鄧志忠、蘇昭旭、蘇敦正         | 林谷峻          | 施衣峰、趙中岳、 劉佳明、嚴裕欽 | 鄧志忠                 | -                      |
| 第4屆 | 2004年11月6日～ 2007年12月22日 | 鄭銘彰 |        | 朱聖隆、吳易翰、 林信宏、洪致文 | 王仕榮、杜怡和、馬昌宏、許照興、童振疆、 鄧志忠、謝明勳、羅文德、蘇昭旭、蘇敦正 | 林谷峻          | 許乃懿、郭俊傑、 趙中岳、嚴裕欽 | 洪致文                 | -                      |
| 第5屆 | 2007年12月22日～ 2011年1月15日 | 嚴裕欽 |        | 朱聖隆、許乃懿、 許照興、謝明勳 | 李政宏、林信宏、洪致文、馬昌宏、楊永蔚、 劉宥緯、鄧志忠、羅文德、蘇奕肇、蘇昭旭 | 鄭銘彰          | 林谷峻、施衣峰、 郭俊傑、趙中岳 | 黃維崧 (執行主編代)    | 謝明勳                 |
| 第6屆 | 2011年1月15日～ 2014年1月11日  | 謝明勳 | 古庭維 | 朱聖隆、許乃懿、 蔡佩玲         | 王在德、李政宏、翁幸昭、馬昌宏、許洋豪、 許照興、廖健竣、鄧志忠、蘇奕肇、龔履平 | 嚴裕欽、 劉宥緯 | 林谷峻、洪致文、 鄭銘彰         | 古庭維                 | 謝明勳                 |
| 第7屆 | 2014年1月11日～ 2017年2月19日  | 任恆毅 | 古庭維 | 朱聖隆、蔡佩玲、 鄧志忠         | 王在德、李政宏、翁幸昭、馬昌宏、許洋豪、 許照興、陳威臣、陳建竹、廖健竣、龔履平 | 劉宥緯          | 林谷峻、洪致文、 黃維崧、蘇奕肇 | 古庭維                 | 陳建竹                 |
| 第8屆 | 2017年2月19日～ 2020年2月16日  | 許照興 | 李政宏 | 林信宏、翁幸昭、 鄧志忠         | 田瑞哲、石雅棻、吳俊言、林士峰、林政谷、 張瑞欽、郭俊傑、黃健彰、劉俊宏、劉俊賢 | 劉宥緯          | 林孟學、俞秋苓、 許乃懿、楊永蔚 | 古庭維 (至233期止)     | 古庭維 (至2017年止)    |
| 第9屆 | 2020年2月17日～ 現任           | 劉宥緯 | 翁幸昭 | 林政谷                          | 石雅棻、吳俊言、李政宏、 張乾瑋、劉俊宏、羅聿偉                                 | 許照興          | 俞秋苓、許乃懿                  | 移轉春臨臺灣文化事業坊 | 移轉春臨臺灣文化事業坊 |

## 實績
協會成立後，不斷地推動鐵道文化（遺產）的保存。
- 臺灣鐵路管理局早期有多座扇形車庫，提供鐵路機車保養維護的處所，但因為鐵路站場的改建或都市計畫而逐漸消失，最後僅剩彰化扇形車庫苟延殘喘。此時協會成員不斷透過管道提出保存訴求，並提出可行方案，終於成功獲得台鐵點頭保存。
- 極力呼籲臺鐵保存位於苗栗縣與臺中市的舊山線。讓舊山線在1998年山線的新線通車後，免於被拆除的命運。並於2010年6月5日復駛部份路段。
- 因為高雄市區鐵路地下化計畫工程以及高雄捷運施工，讓高雄港車站面臨可能被夷平的命運。協會透過宣傳與遊說，讓高雄市政府文化局將高雄港車站指定為古蹟並認養，同時整理為打狗鐵道故事館，展示相關文物，並且委託協會經營。

## 鐵道情報
在協會還未成立前，交大鐵道研究會於1989年3月即發行鐵道刊物，名為《鐵道情報》；該刊物原本是交大鐵道研究會的內部刊物，且最早期是以一張B4大小紙張手寫後影印再分送會員。在網際網路未發達之前，是當時台灣的鐵道迷獲取鐵道新訊及知識的重要來源。鐵道文化協會成立接辦原《鐵道情報》編輯與出版工作。第234期起，出版工作改由春臨臺灣文化事業坊發行。
目前以雙月刊形式發行（ISSN：2073-2163），偶數月下旬出刊。

## 外部連結
- 鐵道文化協會 （页面存档备份，存于）

- 鐵道文化協會 Facebook 粉絲團 （页面存档备份，存于）
- 社團法人中華民國鐵道文化協會的Instagram帳戶